# Морела (приповетка)
„Морела” (енгл. Morella) је приповетка америчког писца Едгара Алана Поа, први пут објављена у априлу 1835. у часопису Southern Literary Messenger.

## Радња
Неименовани приповедач жени се Морелом, женом са великим академским знањем нарочито заинтересованом за проучавање немачких филозофа Фихтеа и Шелинга, бавећи се питањем идентитета. Морела проводи време у кревету читајући и подучавајући мужа. Увиђајући њено физичко пропадање, приповедач постаје уплашен и жели својој супрузи смрт и вечни мир. На крају, Морела умире на порођају изјављујући: „Ја умирем. Али у мени је залога оне љубави... коју си осећао према мени, према Морели. И када моја душа оде, дете ће живети.”
Како његова ћерка стари, приповедач примећује да она необично личи на своју мајку, али одбија да детету да име. До њеног десетог рођендана сличност са Морелом је застрашујућа. Њен отац одлучује да је крсти да би ослободио свако зло из ње, али ово враћа мајчину душу у ћерку. На церемонији свештеник пита за ћеркино име, на шта приповедач одговара „Морела”. Ћерка одмах виче: „Овде сам!” и умире. Сам приповедач носи њено тело у гробницу и не налази никакав траг прве Мореле где полаже другу.

## Анализа
Одлука приповедача да својој ћерки да име Морела имплицира његову подсвесну жељу за њеном смрћу, баш као што је желео и за њену мајку. Есејиста Ален Тејт је сугерисао да би Морелино поновно рођење могло бити њено повампирење да би се осветила приповедачу.
По истражује идеју о томе шта се дешава са идентитетом након смрти, сугеришући да би, ако би идентитет преживео смрт, могао постојати изван људског тела и вратити се у нова тела. На њега су делимично утицале теорије идентитета Фридриха Вилхелма Јозефа Шелинга, кога помиње у причи.
Постоји неколико могућих извора за име „Морела”. То је било презиме преподобне мајке Џулијане Морел, која је била „четврта милост и десета муза” у једној песми Лопеа де Веге. „Морел” је назив црне помоћнице, отровног корова сродног оном од којег се добија велебиље. Јавља се у Пресбургу (данашња Братислава), познатом седишту црне магије где је Морела стекла образовање.

### Главне теме
По приказује мртве или умируће жене у многим својим причама, као и васкрсење или комуникацију изван гроба.

## Историја објављивања
„Морела” је први пут објављена у априлу 1835. у часопису Southern Literary Messenger, а ревидирана верзија је поново штампана у издању часописа Burton's Gentleman's Magazine из новембра 1839. године. Прва публикација укључивала је Поову песму од 16 стихова под називом „Химна” коју је отпевала Морела, а која је касније објављена као самостална песма, „Католичка химна”.